# Dani Martín (álbum)
Dani Martín es el segundo álbum de estudio homónimo del cantautor español Dani Martín en su etapa como solitario. El disco fue lanzado en España el 16 de septiembre de 2013 en plataformas digitales y en formato físico. A la fecha se han extraído cuatro sencillos oficiales Cero, Caminar, Que Bonita la Vida y Emocional. Para la promoción y futuro lanzamiento de Caramelos como sencillo, junto a su disquera, Dani Martín ha creado un concurso en el que sus fanáticos subirán vídeos a las plataformas digitales demostrando de que manera le "cambian el sabor al planeta", los ganadores verán sus trabajos recopilados en un material final que se rumorea será el vídeo oficial de la canción; adicional, por país se elegirá a un ganador que acompañará a Martín en el concierto que ofrecerá el 26 de septiembre de 2015 en la Plaza de Toros de las Ventas en Madrid en España como parte de la gira "La Cuerda Floja".

## Lista de canciones
| Dani Martín |                                      |                                    |          |  |
| N.º         | Título                               | Escritor(es)                       | Duración |  |
| 1.          | «Cero»                               | Dani Martín                        | 4:20     |  |
| 2.          | «Emocional»                          | Dani Martín                        | 3:43     |  |
| 3.          | «Caramelos»                          | Dani Martín                        | 3:59     |  |
| 4.          | «Qué Bonita la Vida»                 | Dani Martín, Stefano, Inaki Garcia | 4:31     |  |
| 5.          | «Mi Teatro»                          | Dani Martín                        | 3:48     |  |
| 6.          | «Caminar»                            | Dani Martín                        | 4:14     |  |
| 7.          | «Por las Venas» (con Joaquín Sabina) | Dani Martín                        | 4:27     |  |
| 8.          | «Un Millón de Luces»                 | Dani Martín                        | 3:53     |  |
| 9.          | «El Puntito»                         | Dani Martín                        | 4:43     |  |
| 10.         | «Estrella del Rock»                  | Dani Martín                        | 3:49     |  |
| 11.         | «Beatles y Stones»                   | Dani Martín                        | 7:01     |  |

| Bonus Tracks Edición Física |            |              |          |  |
| N.º                         | Título     | Escritor(es) | Duración |  |
| 12.                         | «Un Avión» | Dani Martín  | 3:03     |  |

| Bonus Tracks Edición iTunes |                                 |              |          |  |
| N.º                         | Título                          | Escritor(es) | Duración |  |
| 12.                         | «Gretel»                        | Dani Martín  | 3:47     |  |
| 13.                         | «Cada Día»                      | Dani Martín  | 4:05     |  |
| 14.                         | «La Abuelita»                   | Dani Martín  | 4:07     |  |
| 15.                         | «Morirme de Amor» (Bonus Track) | Dani Martín  | 3:57     |  |
| 16.                         | «Cero»                          | Dani Martín  | 4:44     |  |

| Edición Deluxe |                                           |              |          |  |
| N.º            | Título                                    | Escritor(es) | Duración |  |
| 17.            | «Caminar»                                 | Dani Martín  | 4:28     |  |
| 18.            | «Emocional» (Versión Documental)          | Dani Martín  | 3:54     |  |
| 19.            | «Cero» (Versión Documental)               | Dani Martín  | 4:23     |  |
| 20.            | «Qué Bonita la Vida» (Versión Documental) | Dani Martín  | 4:57     |  |
| 21.            | «Estrella del Rock» (Versión Documental)  | Dani Martín  | 3:36     |  |
| 22.            | «Caramelos» (Versión Documental)          | Dani Martín  | 3:56     |  |
| 23.            | «Caminar» (Versión Documental)            | Dani Martín  | 4:10     |  |
| 24.            | «Gretel» (Versión Documental)             | Dani Martín  | 4:01     |  |
| 25.            | «Cada Día» (Versión Documental)           | Dani Martín  | 3:55     |  |
| 26.            | «Beatles y Stones» (Versión Documental)   | Dani Martín  | 3:08     |  |
| 27.            | «Mi Teatro» (Versión Documental)          | Dani Martín  | 3:38     |  |
| 28.            | «Un Millón de Luces» (Versión Documental) | Dani Martín  | 3:52     |  |
| 29.            | «El Puntito» (Versión Documental)         | Dani Martín  | 4:32     |  |
| 30.            | «La Abuelita» (Versión Documental)        | Dani Martín  | 4:13     |  |
| 31.            | «Por Las Venas» (Versión Documental)      | Dani Martín  | 3:58     |  |